# Xã Carlisle, Quận Lorain, Ohio
Xã Carlisle (tiếng Anh: Carlisle Township) là một xã thuộc quận Lorain, tiểu bang Ohio, Hoa Kỳ. Năm 2010, dân số của xã này là 7.500 người.